# Baía de Kizliar

A baía de Kizlyar fica no nordeste do Daguestão

A baía de Kizliar (em russo:  Кизлярский залив) é uma baía na costa ocidental do mar Cáspio que entra por cerca de 20 km na República do Daguestão. A baía tem 40 km de largura e máxima profundidade de 4 metros. A ilha Tiuleni fica à entrada da baía.
Os rios Kuma, Prorva e Talovka desaguam nesta baía, reduzindo a salinidade para 5 PPT. A Reserva Natural do Daguestão cobre toda a área do golfo, incluindo a ilha de Morskoi Biriutchok. A hinterlândia é baixa e pantanosa.
Se os planos de construção do Canal da Eurásia, ligando o mar Cáspio ao mar Negro ao longo de 700 km, forem alguma vez levados a cabo, a baía de Kizliar será o mais provável local para a ligação no mar Cáspio.